# 荊軻
荊 軻（けい か、拼音: Jīng Kē、? - 紀元前227年）は、中国戦国時代末期の刺客。燕の太子丹の命を受けて秦に赴き、秦王政（後の始皇帝）を策略を用いて暗殺しようとするが、失敗して逆に殺された。

## 生涯

### 出生
衛の人。読書と剣術を好んで修行、日々酒を酌み交わし、若くして諸国を放浪して遊説術を学んでいた。
荊軻は、諸国の旅から衛に帰国した後に官僚を志して、衛の元君に謁見し、旅で学んだ遊説術に基づいた国家議論を大いに述べたが、元君は全く聞き容れなかった。こうして荊軻は挫折しそれ以来遊侠に身を投じた。ある時に剣術論のことで智蓋聶（ち こうじょう）という者と言い争って喧嘩になりかけたが、智蓋聶が荊軻を睨むと荊軻はすぐに退散した。また邯鄲を訪れたとき、六博の規定をめぐって魯句践（ろ こうせん）という者と喧嘩になりかけたが、魯句践が凄んで荊軻に対して大声を出すと荊軻はすぐに退散した。こうして荊軻は臆病者と笑われたが、荊軻はいたずらに些細な事で命を落とす危険を冒すことはしなかった（『史記』「刺客列伝」）。
その後、燕に入り、一人の狗殺人と高漸離という筑（ちく、弦楽器の一種）を良く奏でる者と親しくつきあった。燕の市に行っては酒を飲み酔いしれ、高漸離の筑の伴奏で市中で歌い楽しみ、やがては泣き始めるという有様は、あたかも周りに誰も存在しないかのようであった（傍若無人）。酒飲みとつきあう状況でも荊軻は読書を好み、各地の賢人や豪傑・有徳者たちと相結び、やがて当地の実力者の田光に賓客として遇された。

### 刺客として
紀元前233年、燕の太子丹が人質になっていた秦から逃げ帰ってきた。丹は秦王政（後の始皇帝）と子供の頃に親しくしていたが、大人になってから秦で出会うと政は丹を見下し冷遇したので、怒った丹は燕に逃げ帰り復讐を考えた。秦をどうにかしたいという願いは、丹の私怨だけでもなく、当時圧倒的に秦が強勢であり、何か手を打たなければ燕も遠からず滅ぼされることが明らかであった。
政に対して刺客を送ることを考えた丹は田光に相談し、田光は荊軻を推挙した。丹が帰る時に「この事はご内密に」と言ったことで、田光は荊軻に話を告げた後で「太子に疑念を持たせたのは私の不徳の為すところだ」と自害した。
刺客の依頼を受けた荊軻は、用心深い政に謁見するための策を考えた。その策とは、一つが、燕でも最も肥沃な土地である督亢（とくごう、現在の河北省保定市涿州市・高碑店市）を差し出すこと。もう一つが、もとは秦の将軍で、政が提案した軍の少数精鋭化に対し諫めたために政の怒りに触れ一族を処刑され、燕へ逃亡してきていた樊於期（はん おき）の首を差し出すこと。
これをすれば政も喜んで荊軻に会うだろうと丹に提案するが、丹は領地割譲はともかく、自分たちを頼って逃げてきた人間を殺すことはできないと断った。彼の苦悩をおもんぱかった荊軻は直接、樊於期に会い「褒美のかかっているあなたの首を手土産に、私が秦王にうまく近づき殺すことができたならば、きっと無念も恥もそそぐことができるでしょう」と頼んだところ、樊於期は復讐のためにこれを承知して自刎し、己の首を荊軻に与えた。
丹は暗殺に使うための鋭い匕首を天下に求め、遂に古代中国の越国にいた伝説的な刀匠の徐夫人の匕首を百金を出して手に入れた。この匕首に毒で焼きを入れさせ死刑囚で試し斬りを行なったところ、斬られて死なぬ者はいなかった。

### 荊軻の旅立ち
紀元前227年、丹は刺客の相棒として秦舞陽を荊軻に付けようとした。秦舞陽は13歳で人を殺し、壮士として有名であったが、荊軻は秦舞陽のことを頼りにならないと見抜き、遠くに住む旧友を同行者に加えようと待機していた。しかし丹が荊軻の出発をたびたび急かし、怖気づいたのではないかと疑いはじめたため、荊軻は仕方なく秦舞陽を連れて出発することに決めた。
やがて出発の日が訪れる。丹をはじめ、事情を知る見送りの者は全て喪服とされる白装束を纏い、易水（えきすい、黄河の北を流れる）のほとりまで荊軻たちにつき従った。彼らは全て涙を流し、荊軻の親友の高漸離は筑を奏でて見送った。この時に荊軻が生還を期さない覚悟を詠んだ

| 風蕭蕭兮易水寒 壮士一去兮不復還 | 風蕭々として易水寒し。 壮士ひとたび去って復た還らず。 |

という詩句は、史記の中で最も有名な場面の一つとされる。
これを聴いた士たちは、だれもが感情の昂ぶりの余りに凄まじい形相となった。そして荊軻は車に乗って去り、ついに後ろを振り向くことは無かった。

### 暗殺失敗・荊軻の最期
荊軻たちは咸陽に着いた。荊軻の目論見どおり、領地割譲の証である地図と樊於期の首に政は大いに喜び、九賓の礼をもって荊軻たちに接見した。政の前に出ると秦舞陽は恐怖から全身が震え始め、不審に思った群臣が尋ねると、荊軻は「北方の田舎者ゆえ、天子の前にて恐れおののいています」とごまかした。
荊軻は地図を持って政に献上し、政は地図を開き始めた。地図が開き終わる所に匕首が巻き込んであった。荊軻は匕首をつかみ、政の袖を取って政を刺そうとした。しかし、間一髪の所で政の袖がちぎれ、政は逃れることができた。
政は慌てて腰の剣を抜こうとしたが、剣が長すぎて鞘に引っかかり抜けなくなってしまった。群臣と衛兵たちも慌てたが、臣下が政の殿上に武器を持って上がることは法により禁じられており、破れば死刑であった。
荊軻は匕首を持って政を追い回し、政は必死で柱の周りを逃げ回り、剣を抜こうとするがあせればあせるほど剣は抜けなくなる。群臣たちは素手で荊軻を取り押さえようとし、侍医の夏無且（か むしょ）は薬箱を荊軻に投げつけた。荊軻がひるんだ隙に左右から「王よ、剣を背負われよ」と声が飛び、政は剣を背中の方へ回して、背負うような形でやっと剣を抜くことができた。
抜いてしまえば長剣と匕首では勝負にならず、荊軻は脚を斬られた傷で歩く事ももはや不可能になり、最後に匕首を政に投じたものの、外れて柱に刺さった。そして暗殺の失敗を悟ったのか、柱にもたれ床に座り込み「わが事が成らなかったのは、秦王を殺さずに脅し、土地の返還を約束させようとしていたからだ」と笑いながら罵った後、斬り殺された（激昂した政は荊軻の全身をズタズタに斬り刻み、荊軻が死んだ後も死体を斬り続けたと言われている）。秦舞陽は最初から最後まで震えているだけであった。

### その後
政は激怒し、燕を攻めて、燕・代連合軍を易水の西で破り、翌紀元前226年には首都の薊を陥落させた。暗殺事件の首謀者である丹もまた、代王嘉に勧められた燕王喜の命令により、講和の材料として殺された。だが、秦は結局攻撃を止めず、紀元前222年に完全に燕を滅ぼした。
高漸離は丹の食客と荊軻ゆかりの人々と共に放逐され、政への復讐を目論み、徐卓と名を変え、宋子に潜んでいた。やがて政は始皇帝となり、東へ巡業して山東の瑯琊にいた。彼の耳に「宋子に筑の名手あり」という噂が入り、高漸離は始皇帝のいる行宮に参内することになった。始皇帝は荊軻の事件があってから用心深くなっていたので、特殊な凶器を考案した。一見すると、ただの簪だが、先端部に巧妙に鞘を被せており、一振りすると鞘はとれ、なかから鋭利な錐状の凶器が現れるという仕掛けになっていた。しかし宦官の趙高に高漸離であることを見破られ、凶器が発見されて捕らえられた。始皇帝は高漸離の筑の腕を惜しみ、眼を潰すにとどめた。眼を潰した以上、安全と思い、何回と召して筑を打たせた。高漸離は愛用の筑を凶器とすることを思い付き、筑のなかに鉛を仕込み、機会を待った。決行の夜、声から始皇帝の位置を確認し、筑を投げたが、狙いはわずかにはずれた。高漸離は捕らえられ、車裂きの刑にされた。その後も張良など始皇帝暗殺を目論む者が多数出てきたが、結局暗殺は成功しなかった。

## 評価
司馬遷は「刺客列伝」の最後で、夏無且と付き合いのあった公孫弘や董仲舒からこの事件の話を聞いたと述べ、荊軻は暗殺は成功しなかったものの、その意思と志の高さにより名を残したのだ、と評価している。また、かつて双六のことで騒動となった魯句践が、秦王暗殺事件の話を聞き「彼が刺剣の術を修めていなかったのは、なんとも惜しいことだ。そして、そのような人物を叱り飛ばすとは私も人を見る目が無かった。さぞや私を憎んでいただろう」と嘆いたエピソードも記している。また詩人の陶潜は「詠荊軻」という詩の中で「すでに荊軻は死んだがその思いは残っている」とうたっている。
一方で、北宋の司馬光は、「荊軻は太子丹の私的に養われた立場から、（自分の）親族を顧みず、一尺八寸程度の匕首で燕を強くし秦を弱めようとした。なんと愚かなことだ」と述べ、さらに揚雄の「君子の道からすれば、荊軻は盗賊の輩にすぎない」などの評価を引用し、彼の行為を批判している（『資治通鑑』「秦紀二・始皇帝下」二十五年）。

## 荊軻に関するメディア
- 『史記』「刺客列伝」
- 陶淵明『詠荊軻』
- 映画『秦・始皇帝』(1962年)　市川雷蔵が荊軻を演じた。
- 映画『始皇帝暗殺』（1998年） 張豊毅（チャン・フォンイー）が荊軻を演じた。
- テレビドラマ『始皇帝暗殺 荊軻』（2004年） 劉燁（リウ・イェ）が荊軻を演じた。
- テレビドラマ『麗姫と始皇帝～月下の誓い～』（2017年、原題『秦時麗人明月心』） 劉暢（リウ・チャン）が荊軻を演じた。
- 小説『刺客荊軻』（塚本靑史、日本経済新聞出版社、2005年）